# Juan Ignacio Carballo
Juan Ignacio Carballo (27 años), comúnmente llamado "Nacho" Carballo, es un deportista nacido en Villa General Belgrano, Córdoba, Argentina. Obtuvo la medalla de oro en lanzamiento de bala en el primer Panamericano Universitario disputado entre el 21 y 23 de julio de 2018 (Sao Paulo, Brasil). El joven logró una marca de 17,31 metros, con la bala de 7,260 kilos, relegando al mexicano Jairo Morán (16,41m) al segundo puesto.
Su registro subió hasta la séptima posición del ranking de los mejores atletas de la historia del país. Además, fue cuarto en el ranking argentino de disco con 49,31 metros. “Más allá de la medalla, lo más importante es la marca, que me posiciona en el séptimo puesto del ranking histórico nacional”, manifestó el atleta.
Ignacio comenzó a practicar atletismo en la escuela secundaria (I.P.E.A. N° 238 “Carlos María Mampaey”), destacándose siempre en las competencias escolares. Luego, continuó su desarrollo deportivo en la ciudad de Río Cuarto, de la misma provincia, donde estudia el profesorado de Educación Física en la Universidad Nacional de Rio Cuarto.

## Trayectoria
| Año  | Logros |
| ---- | --- |
| 2012 | - Campeón de la provincia de Córdoba en lanzamiento de bala |
| 2014 | - Seleccionado de atletismo de la universidad nacional de rio cuarto. - Primer puesto en el provincial cordobés de mayores en lanzamiento de bala, jabalina y disco. - Primer puesto en lanzamiento de bala y disco en los J.U.A.R. "juegos universitarios argentinos"                                                         |
| 2016 | - Atleta destacado temporada 2016 - Medalla de bronce en lanzamiento de disco en los juegos sudamericanos universitarios en Buenos Aires de 2016, con una marca de 48.78m |
| 2018 | - Subcampeón en lanzamiento de disco PB 51.49m y lanzamiento de bala SB 16.43m - Reconocimiento como “Persona destacada del pueblo" de Villa General Belgrano, Argentina. - Primer puesto de lanzamiento de bala en el panamericano universitario en Sao Paulo, Brasil - Copa Nacional de Mayores (6° mejor registro del país) |
| 2019 | - Subcampeón argentino de lanzamiento de bala, con una marca de 18.40m - Primer puesto de lanzamiento de bala, en el Grand Prix Orlando Guita con 17.96m - Participación en el torneo de Nápoles, Italia. |
| 2020 | - Primer puesto en el ranking nacional argentino de lanzamiento de bala. - Subcampeón sudamericano Indoor Cochabamba de lanzamiento de bala con 18.76m. - Récord Provincial y 2° mejor marca nacional en tiro de bala con 18.89m                                                                                               |